# Aggro Berlin (album)
Aggro Berlin je čtvrté sólové album německého rappera Sida. Album vyšlo u labelu Urban Universal. V prvním týdnu debutovalo na 5. místě prodejnosti.

## O Albu
Je to první album po rozpadu labelu Aggro Berlin.Sido změnil image.

## Singly
- Hey du!
- Geburtstag
- Sie bleibt
- Der Tanz (feat. K.I.Z.)

## Seznam skladeb
1. Intro (Prod. )
2. Sido (Prod. Paul NZA & Marek Pompetzki)
3. Hey Du! (Prod. Beatzarre & Djorkaeff)
4. Geburtstag (Prod. DJ Desue)
5. Skit (Prod. )
6. Der Tanz (feat. K.I.Z.) (Prod. Paul NZA & Marek Pompetzki)
7. Wenn Das Alles Ist (feat. J-Luv) (Prod. DJ Desue)
8. Marie & Jana (Prod. Paul NZA & Marek Pompetzki)
9. Skit 2
10. Ich Bereue Nichts (feat. G-Hot) (Prod. Beatzarre & Djorkaeff)
11. Sicher? (Prod. m3&Noyd)
12. Skit 3 (Prod. )
13. Seniorenstatus (feat. Samy Deluxe) (Prod. Paul NZA & Marek Pompetzki)
14. Siggi & Harry (feat. Harris) (Prod. beatgees)
15. Ruf Mich (feat. Kitty Kat & Bintia) (Prod. Beatzarre & Djorkaeff)
16. Schlampen Von Gestern (feat. Doreen) (Prod. Paul NZA & Marek Pompetzki)
17. Skit 4 (Prod. )
18. Sie Bleibt (Prod. Beatzarre & Djorkaeff)
19. Für Jeden (feat. B-Tight & Alpa Gun) (Prod. m3&Noyd)
20. 10 Jahre (feat. Die Sekte) (Prod. Beste Beatz)
21. Outro (Seniorenstatus Remix) (Prod. )
22. Bodyguard (iTunes Bonus Track) (Prod. Dj Desue)